# Revinge distrikt
Revinge distrikt är ett distrikt i Lunds kommun och Skåne län.
Distriktet ligger öster om Lund.

## Tidigare administrativ tillhörighet
Distriktet inrättades 2016 och utgörs av socknen Revinge i Lunds kommun
Området motsvarar den omfattning Revinge församling hade vid årsskiftet 1999/2000.